# Breathe (canción de Depeche Mode)
Breathe es una canción del grupo inglés de música electrónica Depeche Mode compuesta por Martin Gore, publicada en el álbum Exciter de 2001.

## Descripción
Compuesto y cantado por Martin Gore, resulta uno de los temas más difíciles de clasificar pues pareciera tener elementos de música folk, los cuales se refutan con el persistente acompañamiento electrónico que cubre toda la melodía principal, por lo que puede considerársele como alternativo a secas, o solo una forma de blues sintetizado.
Quizás un tanto cercano en parte a la música de The Cure, es una suerte de función lírica semi-acústica, pues se sienta sobre todo en su curiosa letra, la cual no es triste ni nostálgica, sino con un gran tono de resignación, como dedicado a aquella persona en quien se ha invertido tiempo y esfuerzos para conseguir una relación sin obtener un verdadero resultado.
La letra es larga, abundante y un tanto abultada en sus dos estrofas y sus dos versos, como una carta de despedida casi haciendo un reclamo de insatisfacción por lo no logrado de alguien, si bien no menciona con exactitud que fue todo lo malo o infructuoso, aunque empero sin la melancolía implícita que siempre contienen las canciones de Martin Gore.
Ciertamente su lírica no se parece a casi nada de lo hecho con anterioridad por el músico, especialmente en cuanto la composición de los versos que contienen una métrica muy particular de cuatro líneas en dos cada una, en la primera refiriendo los días lunes, martes, miércoles y jueves, no se llega al viernes pero sí al ánimo de resolver ofreciendo comprensión; y en la segunda estrofa igualmente nueve nombres de “quienes oyó” lo que lo ha orillado a su despedida.
La musicalización resulta más bien arrítmica y algo minimalista pues solo consiste de guitarra y el acompañamiento electrónico de modulaciones y efectos muy cortos. Es, como la propia letra, una melodía cansada en la cual ya no se pretenden empeñar más esfuerzos, sino tan solo decir lo último que se debe decir, un adiós; lírica y musicalmente.
Así, todo acaba igual de lamentable que como comienza, tan solo diciendo “Necesito oír que me amas, antes de que digas adiós”, pues en esencia, como Martin Gore nunca puede sustraerse, es tan solo una sentida canción de amor.
En suma, como la mayoría de temas anteriores en voz de Martin Gore, un tema minimalista, y como los tardíos muy blues, por lo que es una especie de canción más “adulta” contra la melancolía y la provocación de los primeros años juveniles.

## En directo
La canción, como la mayoría de temas de DM de los últimos discos, ha estado presente solo durante el correspondiente Exciter Tour, aunque se tocó en todas las fechas. La interpretación se hacía idéntica a la del álbum, incluyendo acompañamiento de Christian Eigner en la batería y Peter Gordeno en segundo teclado, si bien hubiese requerido menos que eso para llevarla a cabo, por lo cual como muy pocos temas de DM, o prácticamente como ninguno otro antes, consiguió mostrar la dupla blues de Martin Gore y Andrew Fletcher en escenarios.
- Datos: Q5733574